# Drino heinrichi
Drino heinrichi är en tvåvingeart som först beskrevs av Lima 1947.  Drino heinrichi ingår i släktet Drino och familjen parasitflugor. Inga underarter finns listade i Catalogue of Life.